# Honshu-Seenadel
Die Honshu-Seenadel (Doryrhamphus japonicus) ist eine kleine Seenadelart, die im nordwestlichen Pazifik vom subtropischen Japan bis nach Taiwan vorkommt.

## Merkmale
Die Fische werden 8,5 Zentimeter lang. Ihr Körper ist orange bis rostbraun. Von der Schnauzenspitze bis zum Schwanzflossenstiel zieht sich ein schmaler blauer Streifen entlang der Seiten. Der Körper ist durch 20, der Schwanz durch 15 Knochenringe gepanzert. Die Rückenflosse wird von 22 Weichstrahlen gestützt.
Wie alle Fahnenschwanz-Seenadeln haben sie eine fächerförmige Schwanzflosse. Die Schnauze ist kurz und pipettenartig. Von den sehr ähnlichen Arten Blaustreifen-Seenadel (D. excisus) und Putzer-Seenadel (D. janssi) ist die Honshu-Seenadel vor allem durch den schmaleren blauen Längsstreifen und das Muster auf der Schwanzflosse zu unterscheiden. Die Schwanzflosse der Honshu-Seenadel ist schwärzlich, mit drei bis vier charakteristischen gelben Flecken und einem blauweißen Außenrand.

## Lebensweise

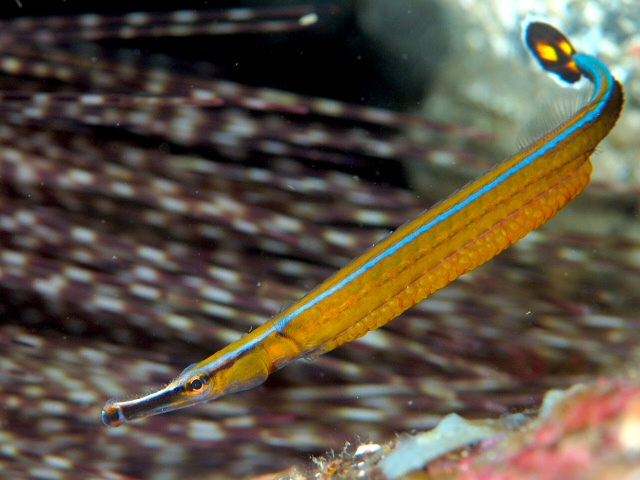
Ein Männchen das seine Eier an der Bauchseite trägt.

Die Honshu-Seenadel lebt in Höhlen in geschützten Felsriffen von der Wasseroberfläche bis in Tiefen von maximal 25 Metern. Sie sind dort oft mit Garnelen, Krabben und Muränen vergesellschaftet. Die Fische ernähren sich von sehr kleinen Krebstierchen (vor allem Copepoden) und putzen größere Fische. Ausgewachsene Honshu-Seenadeln leben meist paarweise. Wie alle Seenadeln sind sie ovipar, die Eier werden vom Weibchen nach dem Legen vom Männchen übernommen, das sie bis zum Schlupf der Larven an der schwammartig veränderten Unterseite mit sich herumträgt. Die Fortpflanzungszeit beginnt Ende Mai und reicht bis in den September.